# Chaitya

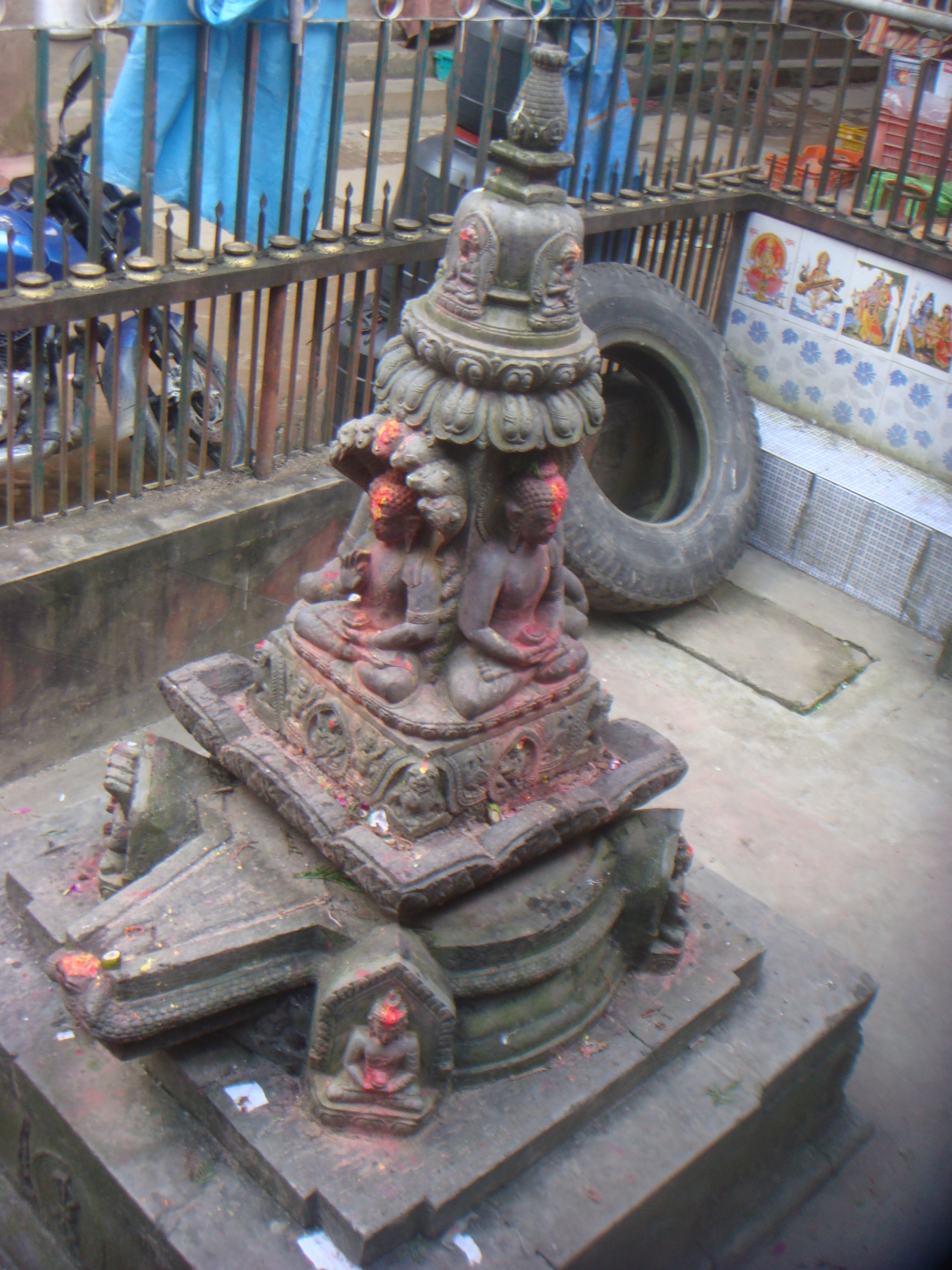
Chaitya à Tokha, dans le district de Katmandou (Népal).

Chaitya (sanskrit चैत्य, IAST : caitya, pali : cetiya, « tumulus », « sanctuaire », reliquaire, mausolée — masculin en français) est un terme polysémique du bouddhisme qui désigne parfois un stūpa (« reliquaire »), parfois une grotte ou un sanctuaire dans lequel se trouve un stûpa, ou encore un reliquaire ou mausolée qui n'appartient pas au bouddhisme. Il peut aussi désigner une stèle vishnouite.

## Fonction

### Bouddhisme
Le terme chaitya peut désigner un stūpa — c'est-à-dire un reliquaire contenant des reliques du Bouddha Shakyamuni, d'un bodhisattva ou d'un personnage éminent. Lorsque l'on distingue entre stupâ et chaitya, le premier est une construction qui abrite une relique, ce qui n'est pas le cas du second qui désigne simplement un sanctuaire commémoratif.  
À ce propos, l'indianiste André Bareau précise :  

« Il faut bien distinguer entre un stûpa, tumulus de terre, de briques ou de pierres, de forme hémisphérique, construit pour contenir des reliques corporelles du Buddha ou d'un de ses saints disciples, et un caitya, qui est seulement un monument commémoratif, vide de reliques et dont l'aspect n'est jamais précisé dans les textes antiques. Le mot caitya, que l'on rattache traditionnellement à la racine CI, "entasser", ce qui en ferait un synonyme de stûpa, d'où la confusion entre les deux termes et ce qu'ils désignent, est bien plutôt senti, dans les ouvrages canoniques, comme dérivant de la racine CIT, 'penser'. En effet, le caitya est défini dans ces textes comme étant un objet destiné à rappeler à la mémoire (anu-SMR) des fidèles qui le voient un événement important de la vie du Buddha (...). »

On trouve dans de nombreux monastères creusés dans la roche, comme à Ellora (Mahrashtra) un chaitya rectangulaire à trois nefs qui sert de réunion pour les moines, et qui se termine par une abside dans laquelle se trouve un  stûpa — objet, lui, de dévotion.  

### Hors du bouddhisme
Le mot peut aussi renvoyer à un sanctuaire non bouddhiste, ou encore à des arbres qui font l'objet d'un vénération pré-bouddhique (sanskrit: chaitya-vriksha). André Bareau précise à ce sujet :  

« (...) [L]es caitya pré-bouddhiques étaient essentiellement des arbres ou des bosquets sacrés, habités par des divinités mineures, donc identiques à ceux que l'on trouve encore si fréquemment dans l'Inde d'aujourd'hui. De nos jours, de tels arbres sont entourés d'une petite plateforme carrée sur laquelle sont généralement dressées quelques stèles grossièrement sculptées d'images variées représentant surtout des Nâga, ces génies mi-hommes mi-serpents de la mythologie indienne. »

### Motif décoratif des ouvertures

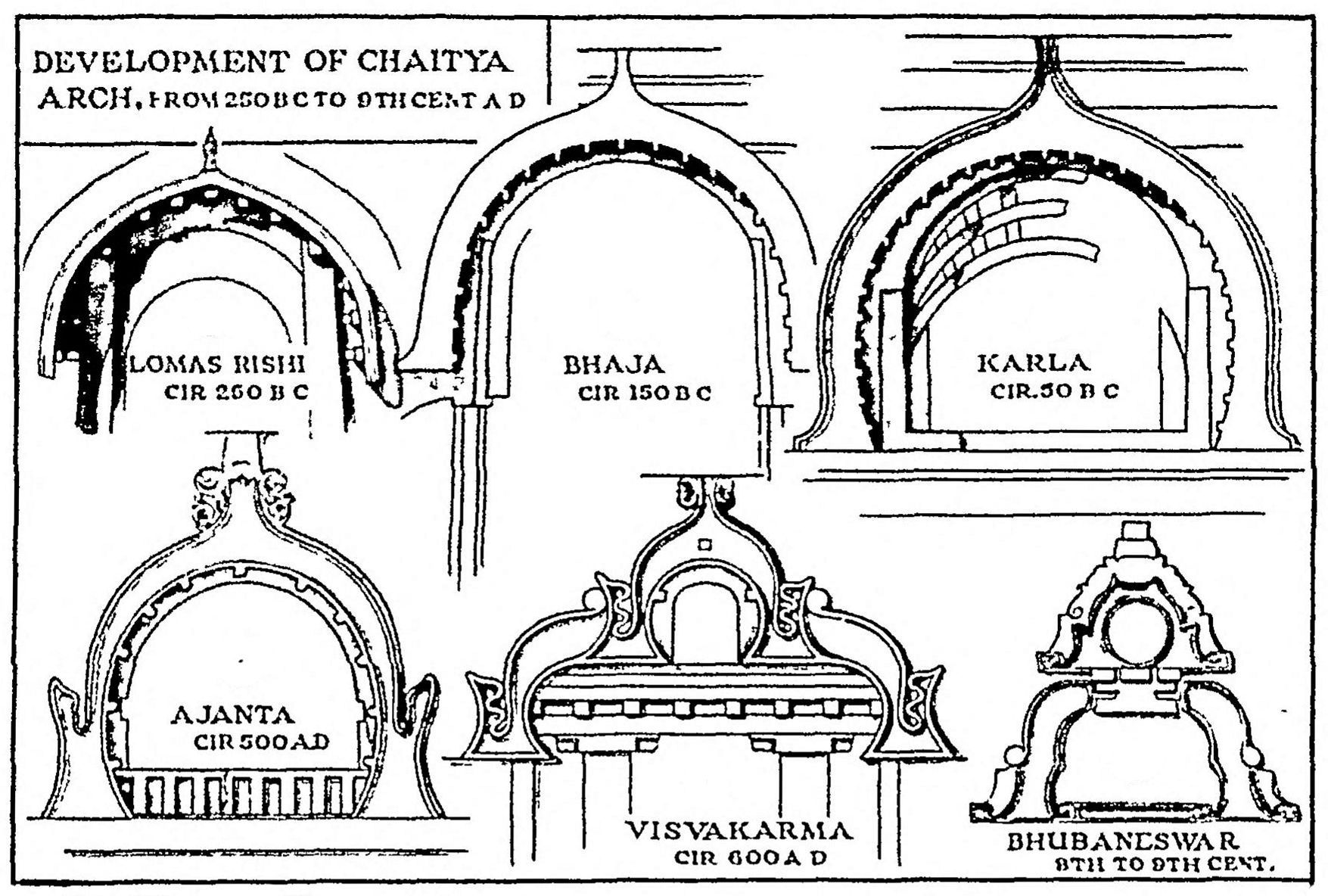
Développement de l'arc chaitya, à partir de la grotte de Lomas Rishi, sur env. 800 ans[5].
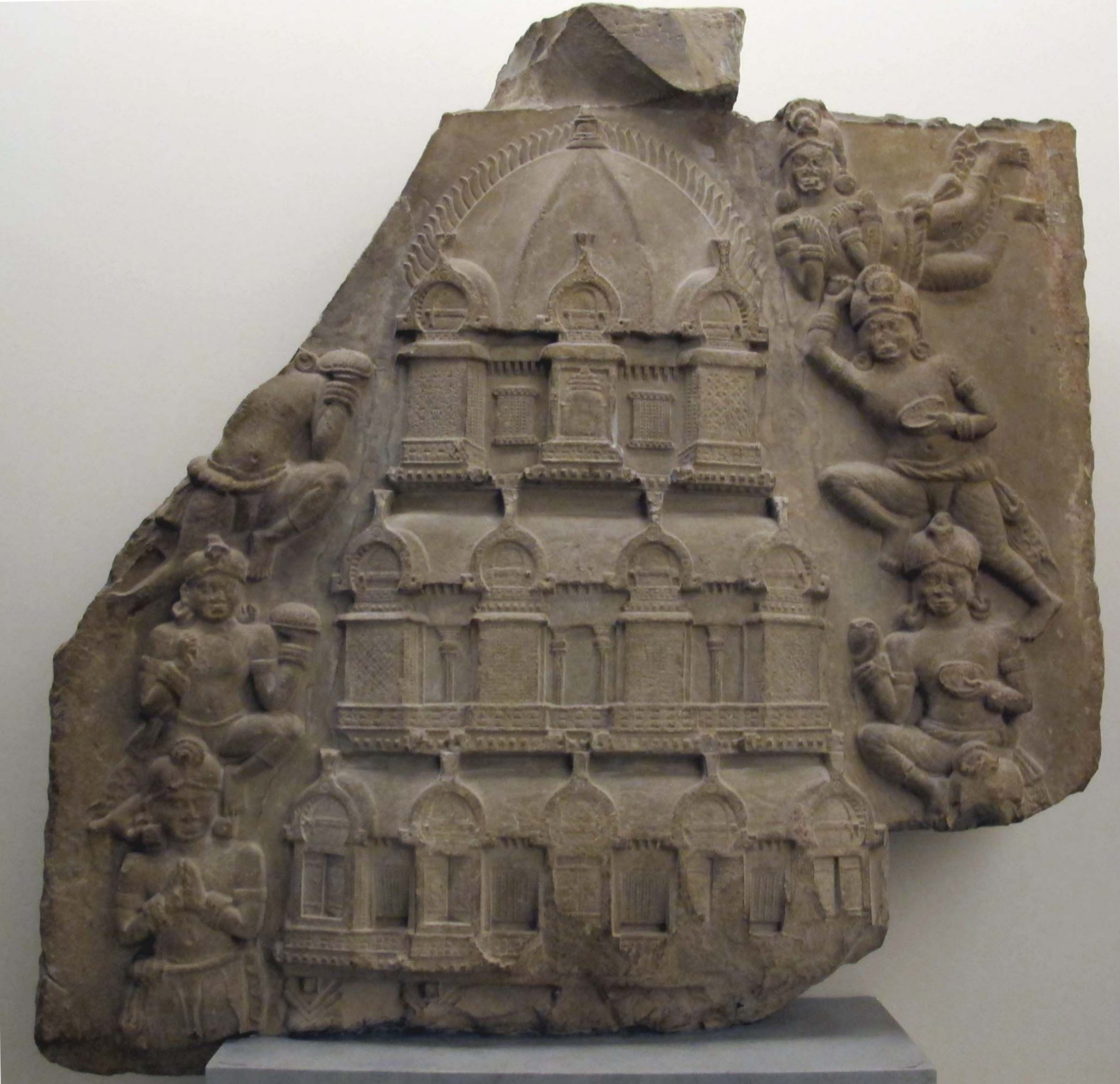
Tour bouddhique étagée. École d'Amaravati, fin Ier - début IIe siècle. Relief marbre, Musée Guimet.

Dans l'architecture indienne, on a appelé caitya-window une fenêtre en forme d'arc caréné, en fer à cheval - légèrement outrepassé vers le premier siècle de notre ère - qui apparaissent donc sur la façade des bâtiments, des constructions en bois. Certaines de ces ouvertures, pratiquées pour les chaitya — lieux de réunion des fidèles, creusés à flanc de falaise - imitent ces ouvertures charpentées. Ce motif fréquent notamment dans les chaitya rupestres — d'où le nom qu'on leur a donné (on trouve aussi le terme kudu (« nid », en tamoul),,,.

## Architecture
Si l'hindouisme marque dans le temple la présence de la divinité en un lieu précis, le sanctuaire — garbha griha), une salle de petites dimensions dans laquelle se trouve l'image divine — les chaitya rectangulaires que l'on trouve dans l'art bouddhique sont avant tout destinés à accueillir le sangha. On peut définir le chaitya comme « salle de réunion du culte bouddhique, au plan en abside ». Ce plan comprend une nef centrale dominée par une voûte en berceau, et des bas-côtés le plus souvent couverts d'un voûte en demi-berceau. Le fond de l'édifice est occupé par un stûpa en réduction (dāgaba). Dans les caitya anciens, la façade présente une ouverture en fer à cheval permettant à la fois l'éclairage et l'aération du bâtiment, et pourvue d'un écran en bois.

## Galerie

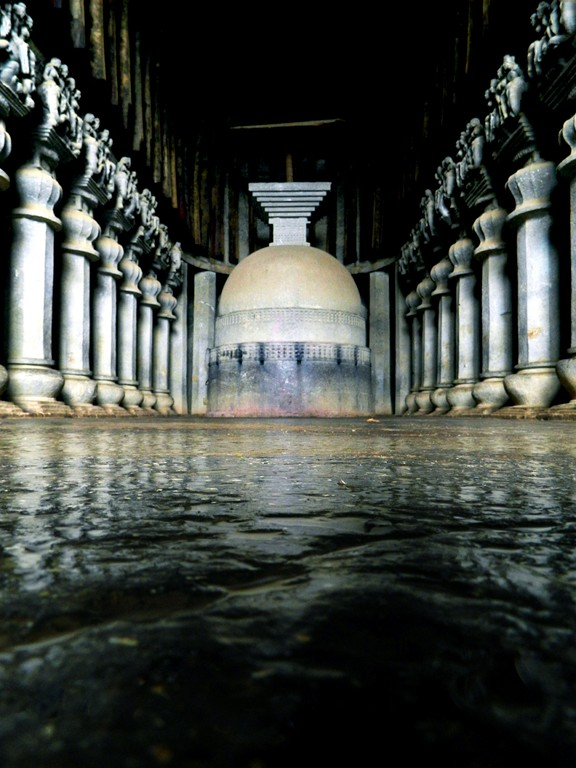
Nef centrale du chaitya de Karla (Maharasthtra). Au fond, le stûpa.
Plan (1811) du chaitya de Karli. On voit les trois nefs, délimitées par une colonnade, et l'abside avec le stûpa (sur le dessin, le cercle).
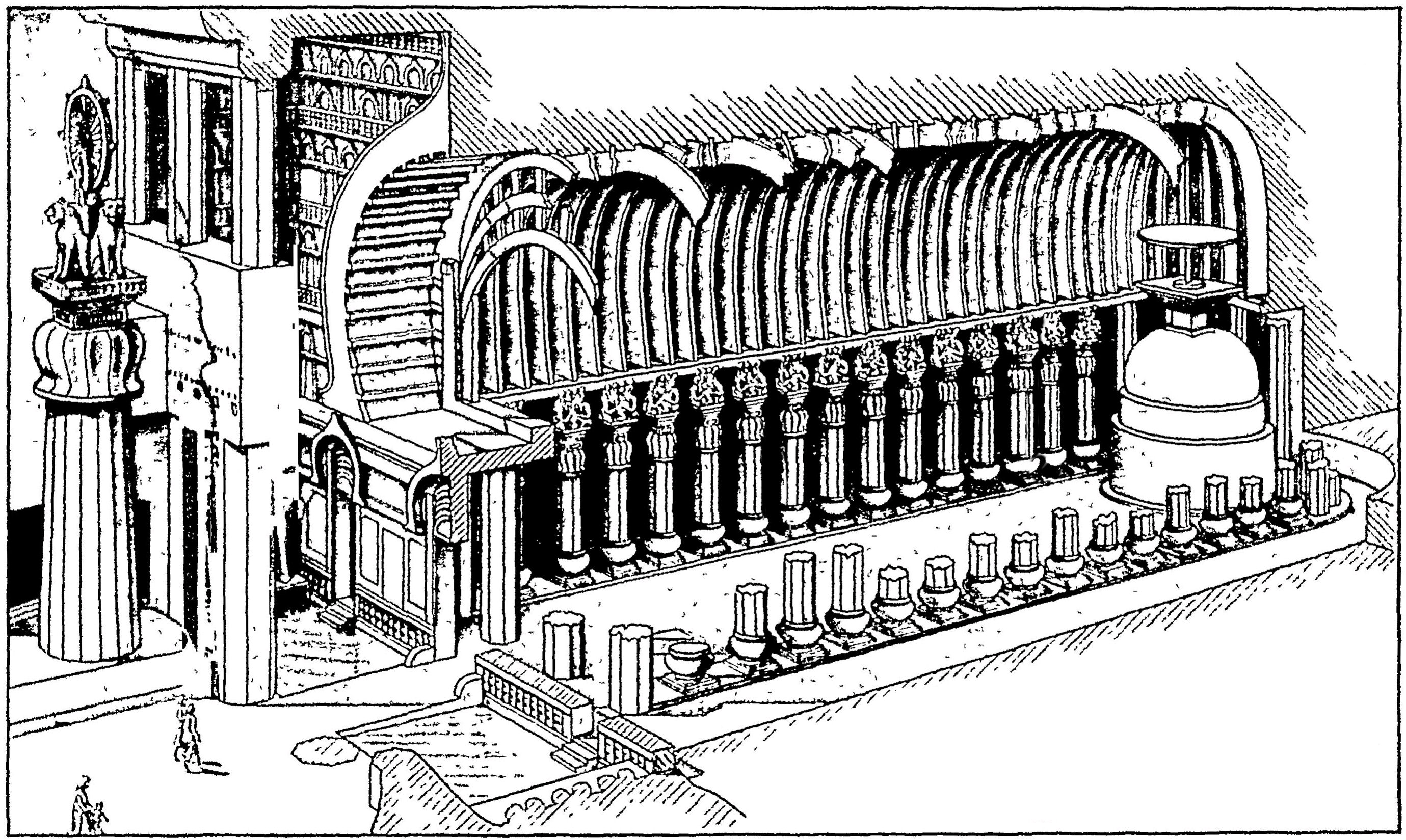
Vue en coupe de la chaitya Karli, avec sa voûte en berceau et le stûpa[12].
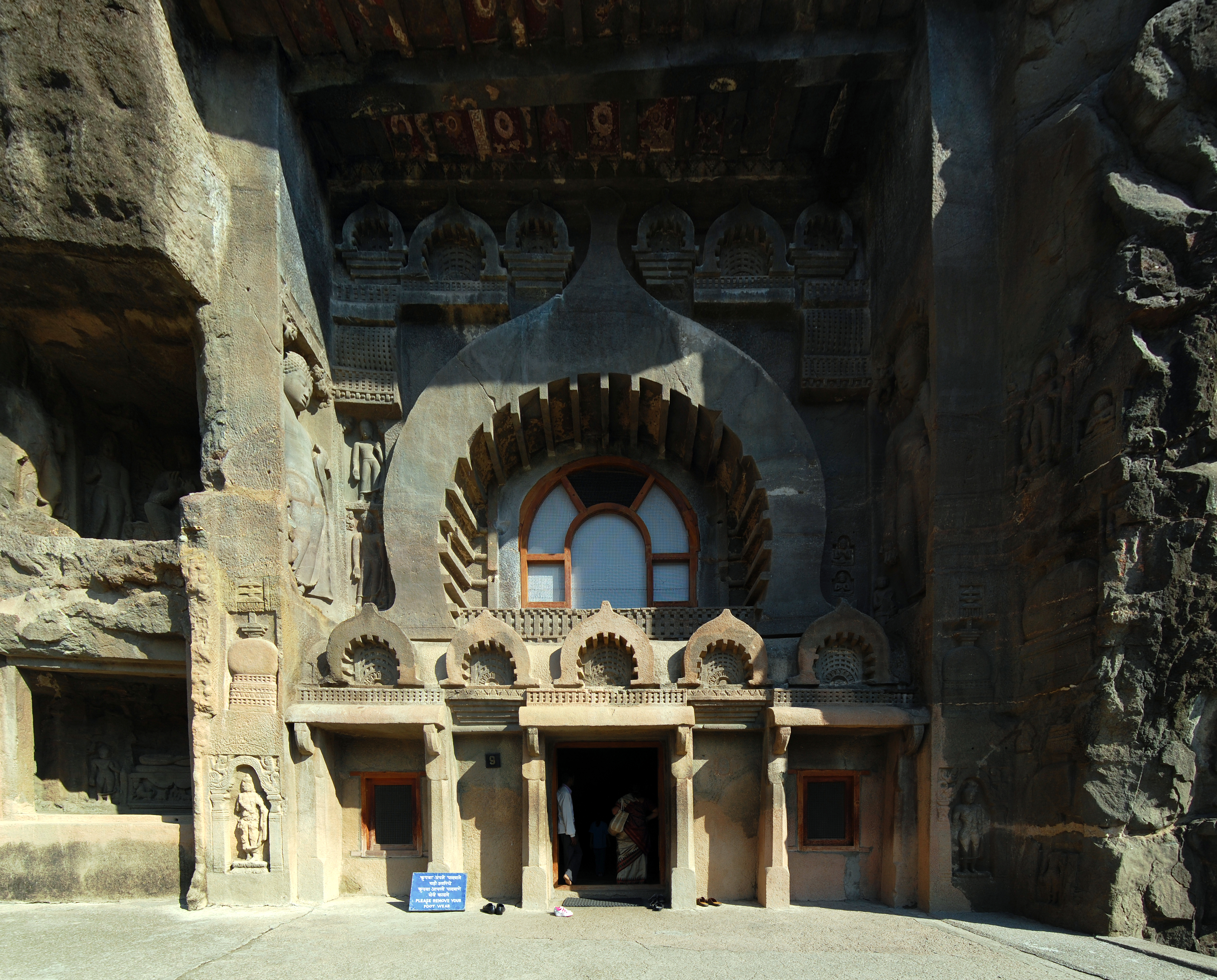
Ajantâ. Entrée du chaitya n° 9. Façade avec ouverture en fer à cheval (kudu) avec balcon. Le motif de la fenêtre chaitya se répète dans les arcs au-dessus du linteau.